# Премія Енріко Фермі
Пре́мію Енрі́ко Фе́рмі (англ. The Enrico Fermi Award) присуджує Президент США на основі подання Міністерства енергетики (англ. United States Department of Energy (DOE)) видатним вченим за всесвітньо визнані наукові та технічні досягнення в галузі досліджень, використання й виробництва енергії.
Є однією із найдавніших премій, що присуджуються американським урядом в галузі науки і техніки. Лауреату вручається золота медаль з портретом Енріко Фермі, диплом, підписаний Президентом США та міністром енергетики, а також чек на 100,000 доларів.

## Лауреати
- 1956 — Джон фон Нейман
- 1957 — Ернест Орландо Лоуренс
- 1958 — Юджин Пол Вігнер
- 1959 — Гленн Теодор Сіборг
- 1961 — Ганс Бете
- 1962 — Едвард Теллер
- 1963 — Роберт Оппенгеймер
- 1964 — Гайман Джордж Ріковер[en]
- 1966 — Отто Ган, Ліза Майтнер, Фріц Штрассман
- 1968 — Джон Арчибальд Вілер
- 1969 — Волтер Зінн
- 1970 — Норріс Бредбері
- 1971 — Шилдс Воррен[en], Стаффорд Воррен[en]
- 1972 — Менсон Бенедікт[en]
- 1976 — Вільям Рассел[de]
- 1978 — Гарольд Агню, Вольфганг Панофскі[de]
- 1980 — Елвін Вайнберг[en], Рудольф Паєрлс
- 1981 — Беннет Льюїс[en]
- 1982 — Герберт Лоренс Андерсон, Сет Неддермаєр[en]
- 1983 — Александер Голлендер[en], Джон Лоуренс
- 1984 — Роберт Ратбун Вілсон, Джордж Вендріс[en]
- 1985 — Норман Расмуссен[en], Маршалл Розенблют[en]
- 1986 — Ернест Курант[en], Мілтон Стенлі Лівінгстон[en]
- 1987 — Луїс Волтер Альварес, Джеральд Тейп[en]
- 1988 — Річард Сєтлоу[de], Віктор Фредерік Вайскопф
- 1990 — Джордж Кован[en], Роблі Еванс[en]
- 1992 — Леон Ледерман, Гарольд Браун, Джон Фостер
- 1993 — Фрімен Дайсон, Лаєн Расселл[en]
- 1995 — Уго Фано, Мартін Камен[en]
- 1996 — Річард Гарвін[en], Мортімер Елкінд[de], Г. Родні Вітерс[en]
- 1998 — Моріс Ґольдгабер, Майкл Е. Фелпс[en]
- 2000 — Шелдон Датц[en], Сідні Дрелл[en], Герберт Йорк
- 2003 — Джон Бакалл, Раймонд Девіс (молодший), Сеймур Сак[de]
- 2005 — Артур Розенфельд[en]
- 2009 — Джон Гудінаф, Зігфрід Гекер[en]
- 2010 — Мілдред Дресселгауз, Бертон Ріхтер
- 2013 — Аллен Бард, Ендрю Сесслер[en]
- 2014 — Чарлз Шенк[en], Клаудіо Пеллегріні[en]
- 2023 — Дарлін Гоффман, Габор Соморджай[en]
- 2024 — Ектор Д. Абрунья[en]; Павлос Алівізатос[en]; Джон Наколлс[en]